# 蠶豆蛤科
蠶豆蛤科（學名：Cyamiidae）原是雙殼綱蠶豆蛤總科之下三個科之一。蠶豆蛤總科在2002年的分類還屬於簾蛤目，但近年的分類修訂建議改屬不等齒類支序之下的目地位未定的分類。

## 分類
- 蠶豆蛤屬 Cyamium Philippi, 1845
- Gaimardia Gould, 1852
- Kidderia Dall, 1876
- Perrierina Bernard, 1897